# Kirche Groß Radisch

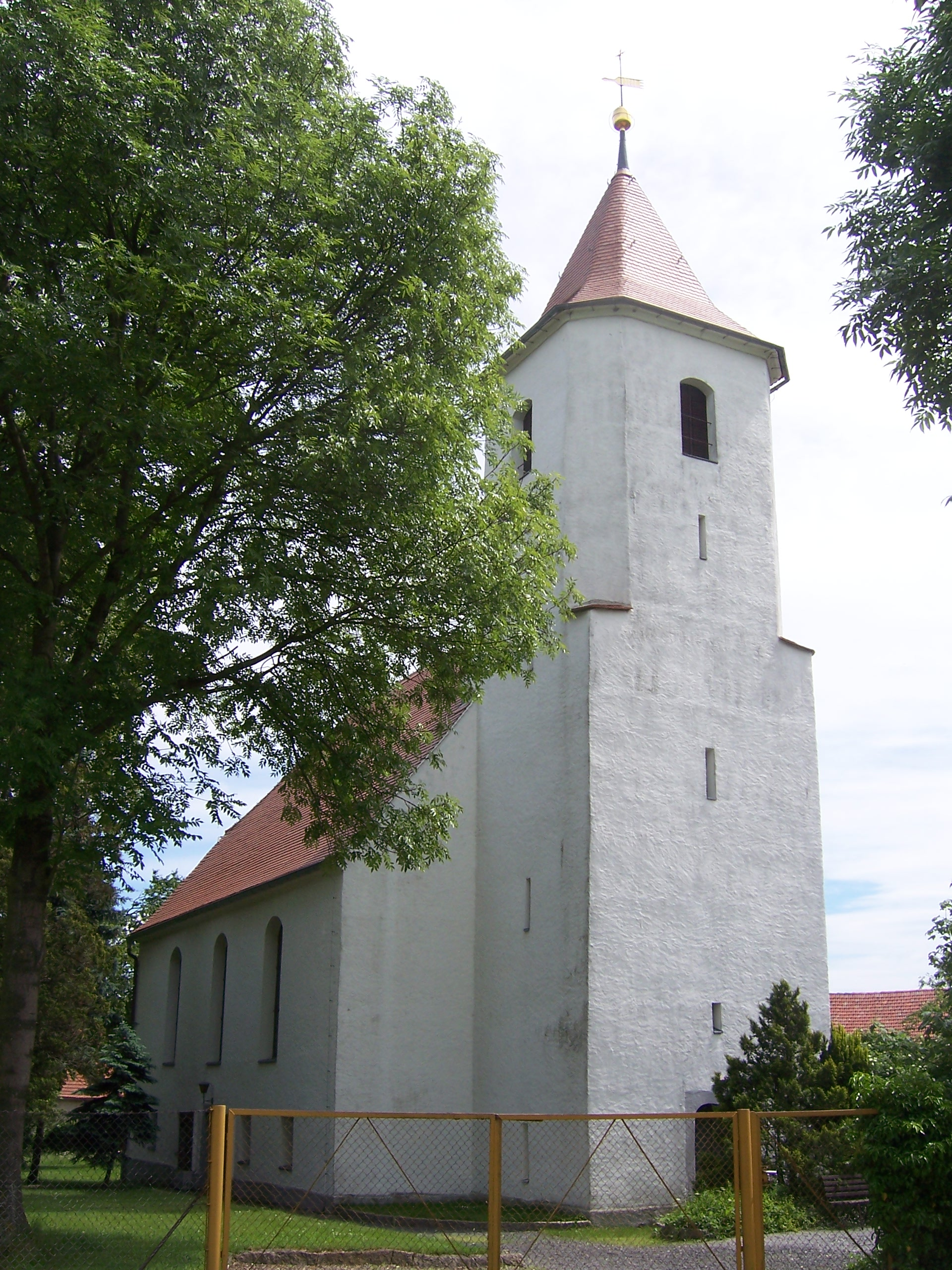
Kirche Groß Radisch (2009)

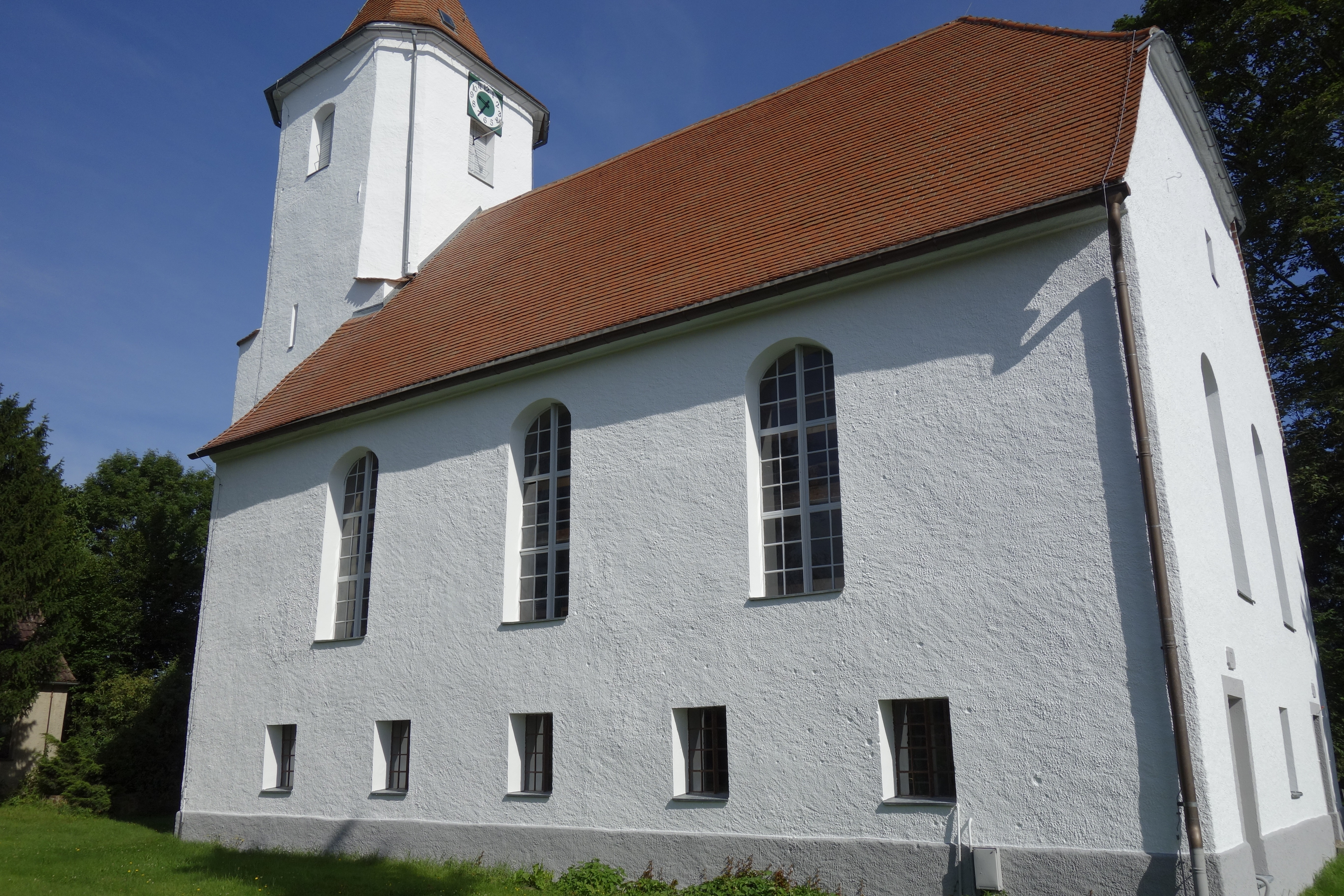
Ansicht des Langhauses (2017)

Die Kirche Groß Radisch (obersorbisch Radšowska cyrkej) ist das Kirchengebäude im Ortsteil Groß Radisch der Gemeinde Hohendubrau im Landkreis Görlitz in der sächsischen Oberlausitz. Es gehört der Kirchengemeinde Groß Radisch im Kirchenkreis Schlesische Oberlausitz der Evangelischen Kirche Berlin-Brandenburg-schlesische Oberlausitz. Die Kirche steht aufgrund ihrer bau- und ortsgeschichtlichen Bedeutung unter Denkmalschutz.

## Baubeschreibung

### Geschichte
Die Ortschaft Groß Radisch ist bereits in der Kirchenmatrikel des Bistums Meißen als Kirchdorf verzeichnet. Die ursprüngliche Kirche war eine Schrotholzkirche mit rechteckigem Chor und einer südlich angebauten Vorhalle aus Fachwerk. Im Jahr 1704 kam es zu einem Kirchbrand, bei dem ein Teil des Langhauses und sämtliche Kirchenunterlagen zerstört wurden. Danach erhielt die Kirche einen achteckigen Dachreiter mit Spitzhelm. 1799 erhielt die alte Kirche ein neues Geläut, 1801 fand dort der letzte Gottesdienst statt, danach wurde sie aufgrund von baulichen Mängeln abgerissen.
Noch im gleichen Jahr wurde das Kirchenschiff der heutigen Groß Radischer Kirche gebaut, am 8. November 1801 fand der erste Gottesdienst in dem neuen Gebäude statt. Die Fertigstellung war im folgenden Jahr mit dem Bau des Glockenturms. Als Geläut wurden zunächst die zwei Jahre alten Glocken aus dem Vorgängerbau übernommen. 1861 erhielt die Kirche Groß Radisch ein neues Geläut. Dieses musste während des Ersten Weltkrieges 1917 abgegeben werden und wurde zugunsten der Rüstungsindustrie eingeschmolzen. 1920 wurde die Kirche saniert, im folgenden Jahr wurden die neuen Kirchenglocken eingeweiht. Während des Zweiten Weltkrieges kam es durch Granateneinschläge zu Beschädigungen am Kirchengebäude.

### Architektur

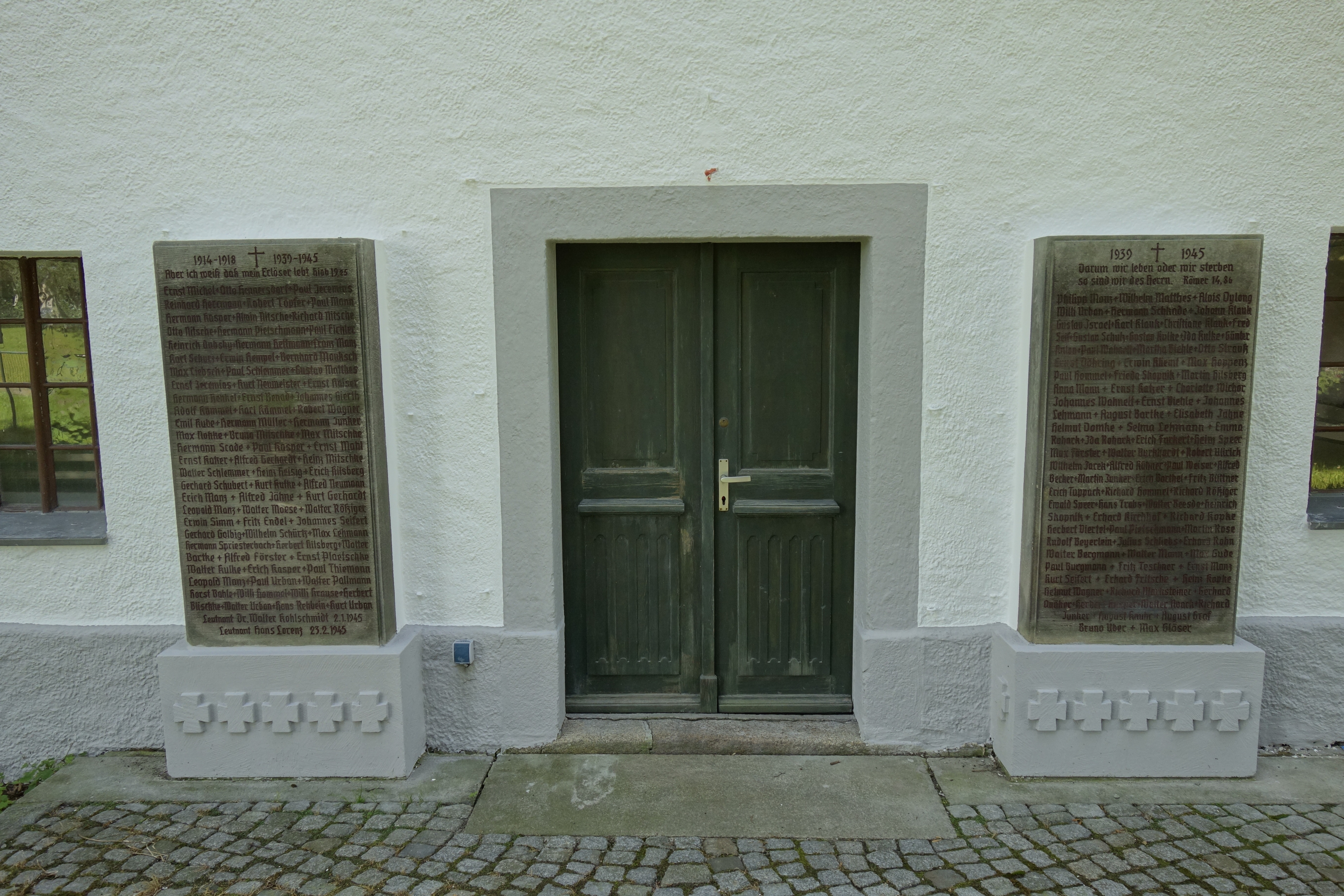
Eingangsportal mit Kriegerdenkmalen in der Nordwand des Kirchenschiffs (2017)

Die Kirche ist ein verputzter Saalbau mit kurzem Schiff und einem Westturm auf rechteckigem Grundriss. Der Turm hat ein oktogonales Glockengeschoss mit Schallöffnungen und einen niedrigen Spitzhelm. Das Langhaus hat an den Längsseiten jeweils drei zweigeschossige Rundbogenfenster. An der Nordwand befindet sich ein schlichtes Eingangsportal, das von zwei Kriegerdenkmalen flankiert wird. An der Ostwand befinden sich zwei Rundbogenfenster und ein vermauertes Eingangsportal, über dem die Jahreszahl des Kirchbaus inschriftlich festgehalten ist. Das Langhaus ist mit einem Krüppelwalmdach überzogen. 
Der Innenraum der Kirche ist flach gedeckt, an der Nord- und Südseite stehen zweigeschossige Emporen, die Orgelempore im Westen ist eingeschossig.

## Ausstattung

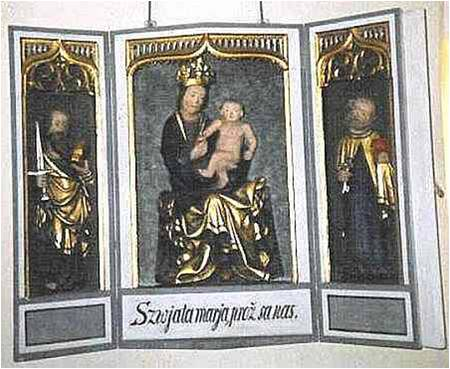
Der gestohlene Marienaltar mit der Aufschrift Szwjata marja prož sa nas. („Heilige Maria, bitte für uns!“)

Zur Ausstattung der Kirche in Groß Radisch gehört ein hölzerner Portikuskanzelaltar aus der Bauzeit der Kirche. Zwischen den Säulen befindet sich ein Gemälde der Auferstehung, darüber steht eine halbrunde Kanzel. Ein sorbischer Marienaltar sowie zwei Messingleuchter aus der Zeit um 1901 wurden 1990 aus der Kirche entwendet und sind bis heute verschwunden. Die Orgel wurde 1892 von Schlag & Söhne gebaut. Sie wurde zweimal durch Blitzschläge beschädigt und ist auch heute in einem sanierungsbedürftigen Zustand. Des Weiteren befinden sich in der Kirche einige Grabdenkmäler der früheren Patronatsfamilie von Nostitz aus der ersten Hälfte des 18. Jahrhunderts.

## Kirchengemeinde
Zum Beginn des 15. Jahrhunderts war Groß Radisch eine Pfarrkirche im Sedes Reichenbach des Archidiakonats Oberlausitz. Die Reformation wurde um 1530 eingeführt. Im Jahr 1646 wurde Groß Radisch als Filialkirche der Kirchengemeinde Gebelzig unterstellt, bereits 1659 löste Groß Radisch sich wieder von Gebelzig los und wurde eine eigenständige Pfarrgemeinde. Neben Groß Radisch gehört seit jeher noch der Ort Thräna zur Kirchengemeinde. Im Jahr 1829 wurde Weigersdorf aus der Kirchengemeinde Baruth nach Groß Radisch umgepfarrt.
Laut Arnošt Mukas Statistik über die Sorben in der Lausitz aus dem Jahr 1884 hatte die Kirchengemeinde Groß Radisch damals 1330 Einwohner, von denen 1074 Sorben und 256 Deutsche waren. Nachdem im Jahr 1848 noch jeden Sonntag sorbischsprachige Gottesdienste stattfanden, wurde seit 1874 nur noch an jedem zweiten Sonntag ein Gottesdienst in sorbischer Sprache gehalten. Im Jahr 1915 wurden die sorbischsprachigen Gottesdienste endgültig eingestellt.
Bis 1945 gehörte Groß Radisch zur Evangelischen Landeskirche der älteren Provinzen Preußens, nach deren Zerfall kam die Kirchengemeinde zur Evangelischen Kirche in Schlesien, die später in Evangelischen Kirche der schlesischen Oberlausitz umbenannt wurde. Dort gehörte Groß Radisch zum Kirchenkreis Niesky. Im Januar 2004 schlossen sich die Evangelische Kirche der schlesischen Oberlausitz und die Evangelische Kirche in Berlin-Brandenburg zur Evangelischen Kirche Berlin-Brandenburg-schlesische Oberlausitz zusammen; am 1. Januar 2007 erfolgte die Fusion der Kirchenkreise Niesky, Görlitz und Weißwasser zum Kirchenkreis Niederschlesische Oberlausitz. Dieser ging am 1. Januar 2014 durch Vereinigung mit dem Kirchenkreis Hoyerswerda im Kirchenkreis Schlesische Oberlausitz auf.